# Emil Cimiotti

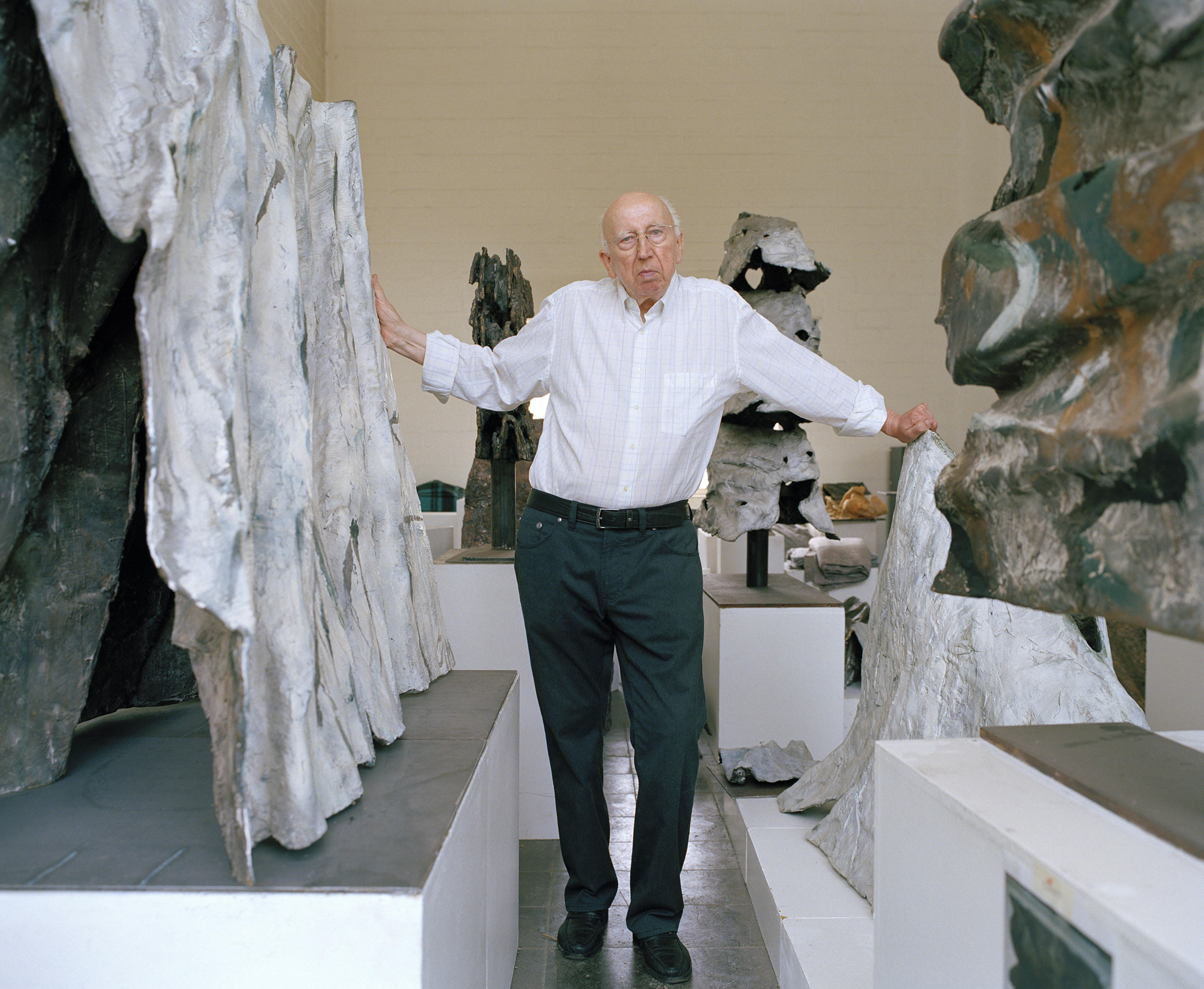
Emil Cimiotti porträtiert von Oliver Mark, Kissenbrück 2009

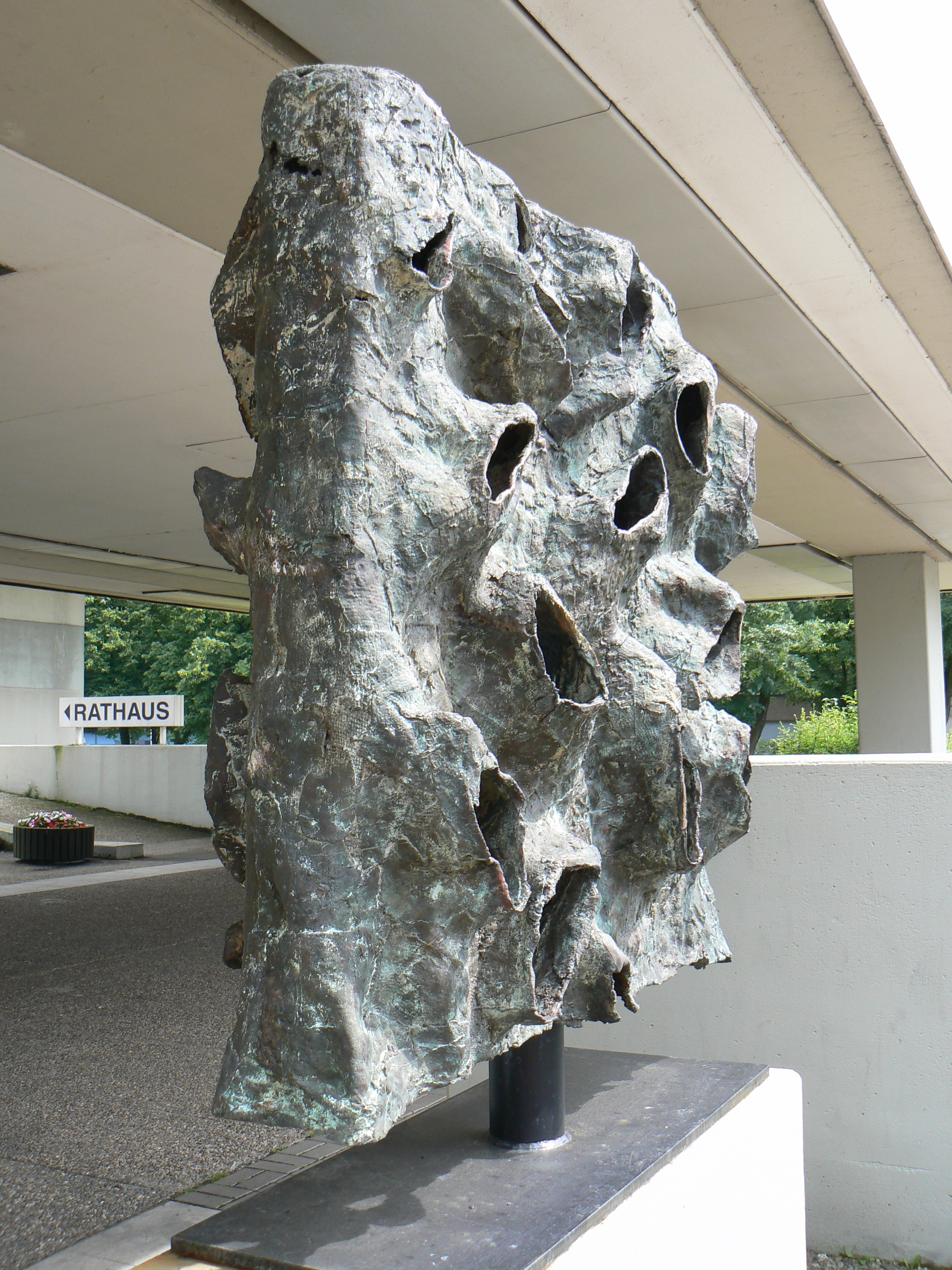
Afrikanisch, später Gruß an Willi Baumeister (2002). Vor dem Rathaus Marl

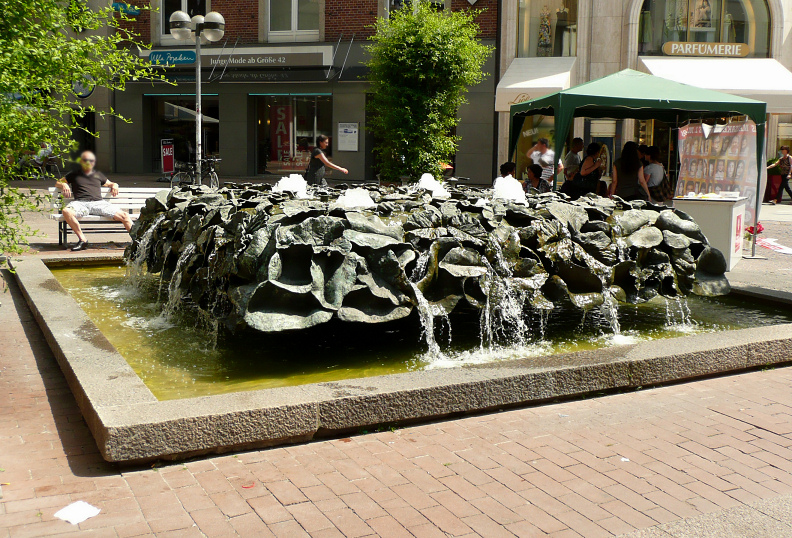
Blätterbrunnen in Hannover, im Juli 2010

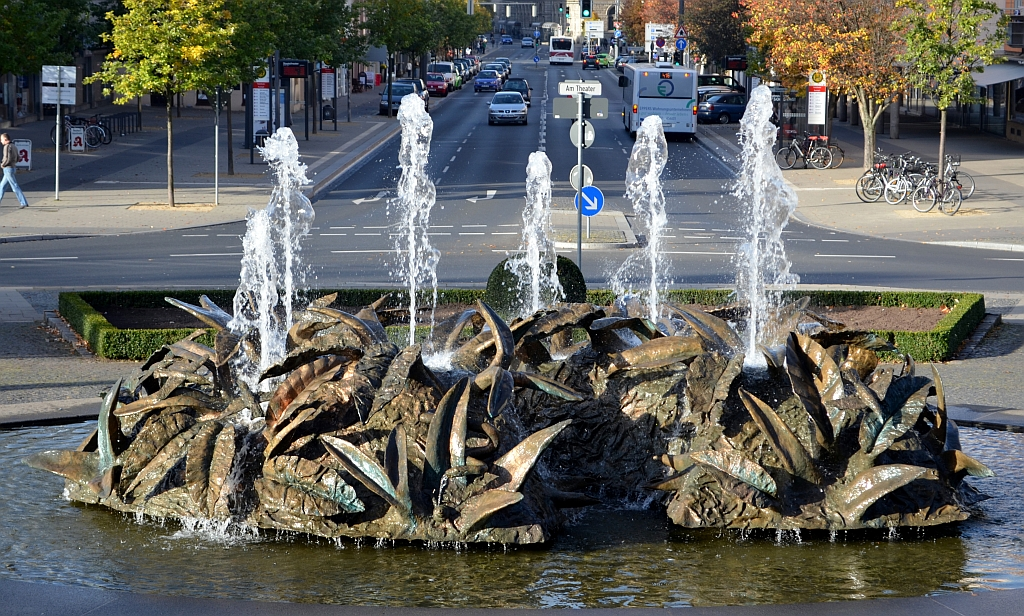
Der Cimiotti-Brunnen vor dem Staatstheater Braunschweig.

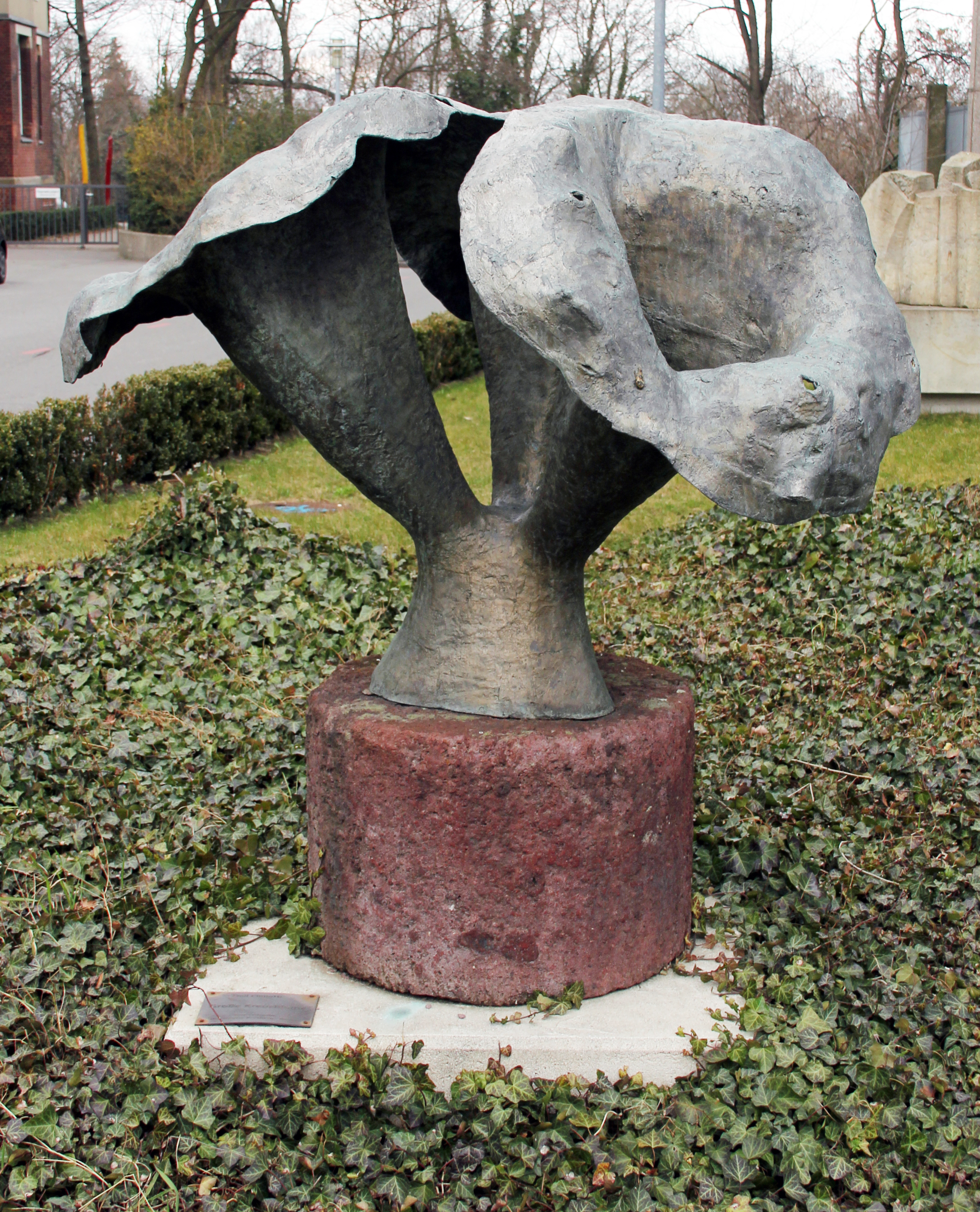
Große Kreuzblume in Berlin-Westend

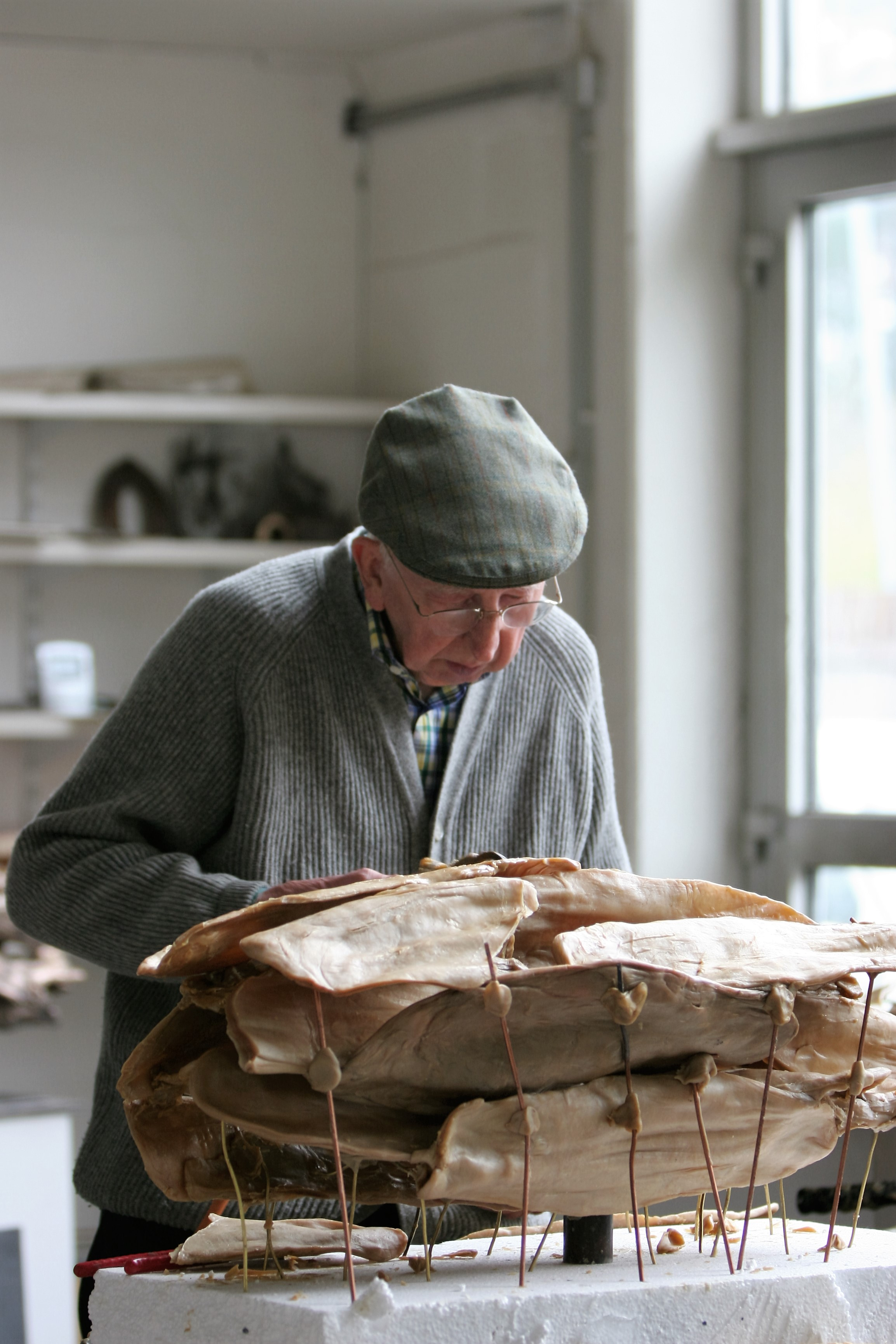
Emil Cimiotti während der Arbeit, 2008

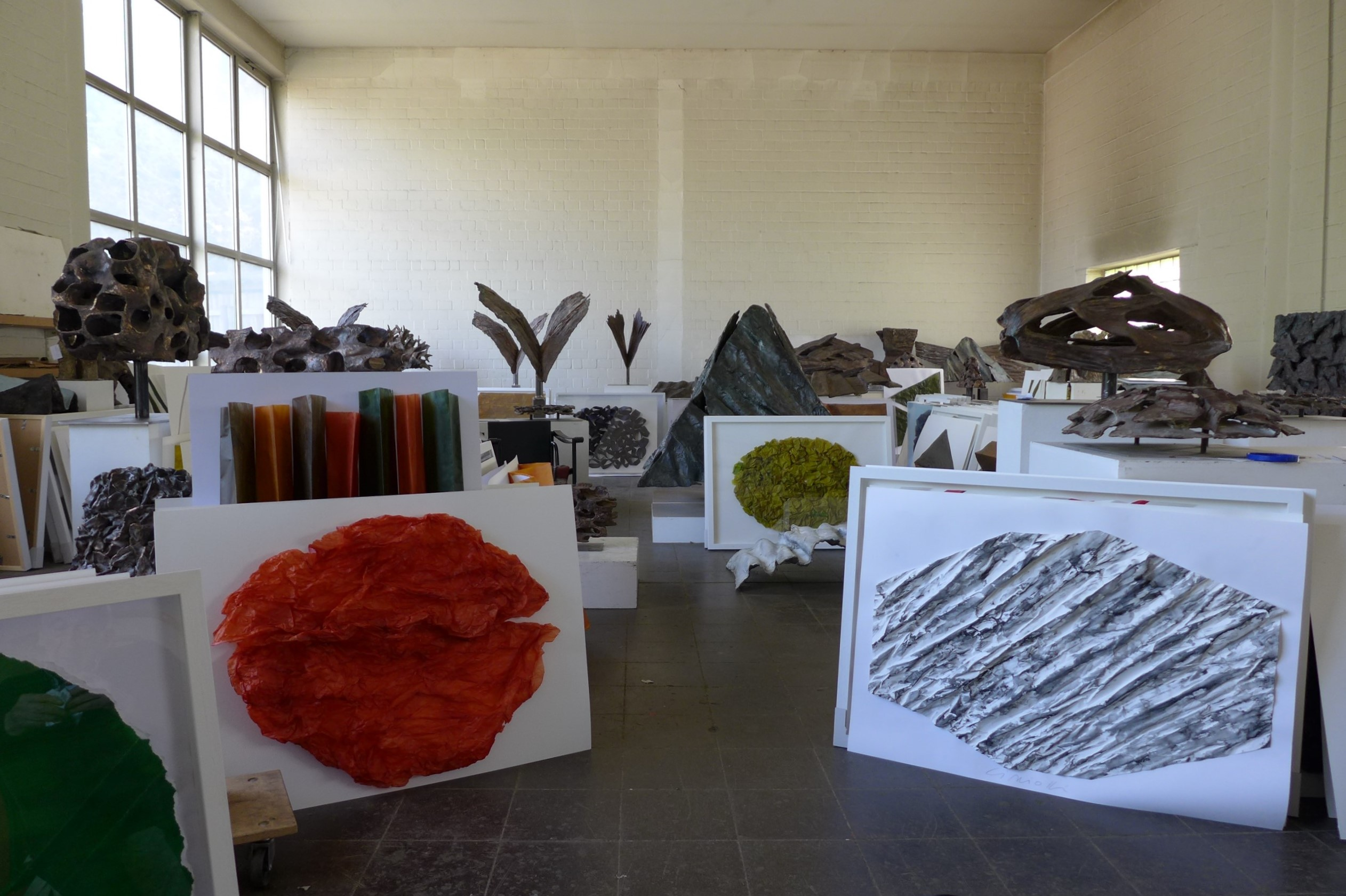
Im Atelier Hedwigsburg, 2017

Emil Cimiotti (* 19. August 1927 in Göttingen; † 13. Oktober 2019 in Wolfenbüttel) war ein deutscher Bildhauer, der vor allem durch seine nach dem Wachsausschmelzverfahren erstellten Bronze-Plastiken bekannt ist und zur Zeit des deutschen Informel dem weiteren Umfeld dieser Stilrichtung zugerechnet wurde.

## Leben
Cimiotti wuchs in Göttingen auf, er kam nach eigener Darstellung „aus ganz einfachen Verhältnissen“. Sein Vater sei Arbeiter gewesen, er selbst habe „lediglich die Volksschule besucht“, sei allerdings „ein ganz passabler Schüler“ gewesen. Schon dort sei aufgefallen, dass er „besser zeichnen und malen als die Mitschüler“ konnte. Für ihn sei es eigentlich immer klar gewesen, dass er „einmal beruflich irgendetwas in dieser Richtung machen würde“. Das sei „natürlich für seine Eltern ganz unvorstellbar gewesen“.
Als Heranwachsender wurde er zunächst als Flak-Helfer eingezogen, dann in den letzten Kriegsmonaten als Soldat an der Ostfront eingesetzt, zum Schluss geriet er aber in britische Kriegsgefangenschaft. Nach der Freilassung absolvierte er von 1946 bis 1949 in Göttingen zunächst eine Lehre als Steinmetz, die ihn aber aus künstlerischer Sicht enttäuscht habe. Zugleich versuchte er sich zunächst autodidaktisch in Bildhauerei und Zeichnung. Das entscheidende Erlebnis habe er gehabt, als er an der pädagogischen Hochschule in Göttingen Zeichenunterricht bei Hans Pistorius nahm: Der sei „in der Lage gewesen, Kunst nahe zu bringen, eindringlicher, als man das vom Zeichenunterricht gewohnt war: Er war es, der mir die Wege wies zum Sehen und zu Kenntnis dessen, was an Kunst im Deutschland der Nazizeit Jahrzehnte lang an uns vorbeigegangen war“.
Von 1949 bis 1951 studierte Cimiotti an der Kunstakademie Stuttgart bei Otto Baum und Karl Hils. Diese weigerten sich, Cimiotti Korrekturen zu geben, weil der ihnen zu unangepasst gewesen sei. Willi Baumeister allerdings, der an der Akademie Malerei lehrte, forderte und förderte ihn durch sein Interesse. Auch die wirtschaftliche Lage des jungen Studenten besserte sich: Während er anfangs ohne finanzielle Unterstützung aus dem Elternhaus seinen Unterhalt durch Gelegenheitsarbeiten verdienen musste, erhielt er eines der ersten Stipendien, welches die Studienstiftung des deutschen Volkes im Bereich der Kunst vergab.
Fast alle frühen plastischen und zeichnerischen Arbeiten wurden später vernichtet.
1951 ging Cimiotti an die Hochschule der Künste nach Berlin zu Karl Hartung. Cimiotti erinnert sich, er sei nur unwillig dessen Anweisungen gefolgt, das Aktstudium habe ihn damals nicht mehr interessiert, und es sei dadurch auch nur „zu mäßigen Ergebnissen“ gekommen. Stattdessen setzte Cimiotti seine Formstudien, die er in Stuttgart begonnen hatte, fort. Mit der Begründung mangelnder Begabung und Arroganz sei er daraufhin nach zwei Monaten aus der Klasse gewiesen worden.
Cimiotti ging für ein Semester nach Paris zu Ossip Zadkine. Er besuchte Constantin Brâncuși, Le Corbusier sowie Fernand Léger. 1952 kehrte Cimiotti an die Kunstakademie Stuttgart zurück, wo er 1954 sein Akademiestudium beendete. Im gleichen Jahr heiratete er Brigitte Hörz. Ab 1955 entstehen erste Bronzen mit kleinformatigen Strukturen. Cimiotti hatte sie bereits nach dem Prinzip des Wachsausschmelzverfahrens erstellt, einem Verfahren mit verlorener Form, das anders etwa als das weiter verbreitete Sandgussverfahren keine Auflagengüsse zulässt, aber gezieltes Gestalten innerer Strukturen erlaubt und von Cimiotti von nun an bis ins hohe Alter überwiegend verwendet wurde. Viele seiner frühen Arbeiten wurden nach diesem Verfahren in der Bronzewerkstatt der Stuttgarter Akademie durch Gießermeister Herbert Heinzel gegossen. Für die eigenwilligen Plastiken finden sich Anregungen im Werk des befreundeten Willi Baumeister sowie bei Ossip Zadkine, Jean Fautrier und Alberto Giacometti.
1956 kam es zu ersten Ausstellungsbeteiligungen und heftigen Verrissen durch die Kunstkritik.
1957 erhielt Cimiotti den Kunstpreis „junger westen 57“ für Bildhauerei in der Sparte Bronze. Dieselben Arbeiten, die eben noch verrissen worden waren, wurden nun begeistert gefeiert, nachdem Albert Schulze-Vellinghausen und John Anthony Thwaites sehr positiv darüber berichtet hatten.
1958 war Cimiotti mit einer Werkgruppe im Italienischen Pavillon der 29. Biennale in Venedig vertreten.
1959 erhielt er den Kunstpreis „junger westen 59“ auch für Handzeichnung sowie das Stipendium der Villa Massimo in Rom.
Er nahm an der documenta II 1959 in Kassel sowie an Ausstellungen in den USA und Paris teil.
1960 wurden einige seiner in Rom entstandenen Arbeiten im Kölner Kunstverein ausgestellt und fast sämtlich von Museen erworben, an der 30. Biennale in Venedig im Deutschen Pavillon nahm er mit Baumeister, Bissier und Schmidt-Rottluff teil.
1963 wurde er als Gründungsmitglied der Hochschule für Bildende Künste Braunschweig berufen, 1964 nahm er an der documenta III teil.
1966 änderte er seine Arbeitsweise, er schuf Auflagengüsse in Sandguss. Es entstanden größere Freiplastiken für die Universitäten Göttingen, Kiel und Konstanz. 1968 nahm er an der documenta IV teil.
1971 kehrte Cimiotti zu seiner alten Technik des direkten Arbeitens in Wachs zurück. Es entstanden Stillleben, letztlich Vanitasmotive. Cimiotti setzte erstmals bei seinen Plastiken Farbe ein.
1981/1982 wurde sein aus drei Skulpturen bestehendes „Stauffenberg-Projekt“ zur Erinnerung an Claus Schenk Graf von Stauffenberg fertiggestellt, aber von den Auftraggebern abgelehnt. Im Übrigen erlaubte 1981 ein schwerer Unglücksfall in der Familie bis Mitte 1983 kaum plastisches Arbeiten, Cimiotti arbeitete stattdessen als Zeichner.
1984 erhielt Emil Cimiotti den Preis für Kultur des Landes Niedersachsen.
1989 folgten die letzten Jahre der Lehrtätigkeit an der Hochschule für Bildende Künste Braunschweig und der Umzug in das neue Atelier in Hedwigsburg. Äußerst produktive Jahre folgten, mit Retrospektiven in Osnabrück und Recklinghausen. Er nahm an der Ausstellung „Europäische Plastik des Informel“ im Wilhelm-Lehmbruck-Museum in Duisburg teil. Allerdings hat er selbst sich bereits früh von einer direkten Einbindung in das Informel distanziert.
Emil Cimiotti war 1970 im geschäftsführenden Vorstand des Deutschen Künstlerbundes. Als ordentliches Mitglied des DKB beteiligte er sich zwischen 1957 und 1993 an über 30 großen Jahresausstellungen.
1994 wurde er zum Mitglied der Akademie der Künste in Berlin, Sektion Bildende Kunst, gewählt. Er ist zudem Ehrenmitglied der Bayerischen Akademie der Schönen Künste.
Emil Cimiotti wurde mit seinem Werk in die „Künstlerdatenbank und Nachlassarchiv Niedersachsen“ aufgenommen.

## Werk

### Plastisches Werk
Emil Cimiotti Arbeiten drücken Formprobleme aus. Kennzeichnend für diese Arbeiten ist das Aufbrechen der Oberflächen der Hohlformen. Damit wendet er sich entschieden vom Vorbild der geschlossenen, gespannten Formen seines kurzzeitigen aber prägenden Lehrers Karl Hartung ab, aber auch von den plastischen Traditionen des Bronzegusses, die bis in die klassische Moderne reichen. Er greift zugleich sein wichtigstes Thema auf, das Verhältnis des inneren zum äußeren Raum. Die Bronze erhält nunmehr Brüche, Löcher und Einblicke. Die Bronze gewährt eine eigenwillige Sensibilität für innen und außen, für Körper und Raum sowie einen sensiblen Materialcharakter und wirkt nicht mehr als Begrenzung der Form, sodass zum Beispiel das in der Plastik außergewöhnliche Motiv, das seit dem Rom-Aufenthalt erscheint, erst möglich wird. Doch haben die Motive Cimiottis nie Darstellungscharakter. So stehen die Titel häufig in Spannung zur Gestalt des Werkes, dessen Bedeutungsgehalt damit erweitert wird. Auch menschliche Köpfe oder ganze Figuren, die durch die Titel bisweilen als veritable Porträts gekennzeichnet sind, deren Gestalt aber vielmehr auf Tod und Vergänglichkeit hinweist und damit den übrigen Arbeiten dieses Themenkreises nahesteht, in denen Knochen, Schädel oder Essensreste auftauchen. Mitte der 1960er Jahre werden einzelne Motive, wie zum Beispiel Blumen, zu kräftigen, prallen Einzelformen herausgearbeitet und seit 1967 zum Teil auch in großem Format im Sandgussverfahren und in Auflagen gegossen. Doch lässt Cimiotti diese Technik ab 1971 wieder fallen und wendet sich seitdem nur noch mit dem Wachsausschmelzguss zu. Nach diesen Einzelfigurationen werden seit der Mitte der 1970er Jahre auch Abdrücke von Gegenständen, vor allem großen Pflanzenblättern, in die Plastik integriert.
Im hohen Alter ging Cimiotti zur Erstellung von Papierreliefs über, die beispielsweise 2016 im Kunstverein Iserlohn ausgestellt wurden.

### Zeichnerisches Werk
Die Zeichnungen greifen Themen der plastischen Arbeiten oft mit zeitlicher Verschiebung auf und führen sie zu anderen, dem Medium entsprechenden Lösungen. Dabei gibt das eine Medium dem anderen Anregungen, wie zum Beispiel die Farbigkeit ab 1973 in den Kugelschreiber-Zeichnungen durch Überarbeitung mit Deckweiß entsteht und zuerst 1979 mit der Bemalung des zwei Jahre früher entstandenen Tischlein deck dich-leergegessen auf die plastischen Werke übertragen wird. Seitdem erhalten die plastischen Arbeiten in der Regel eine Bemalung in Weiß, Schwarz und Erdfarben, die gegenüber der Form autonom bleibt und ihnen somit eine weitere über das Objekt hinausweisende Dimension verleiht.

## Ausstellungen (Auswahl)
- 2015:  Ein Pionier der Nachkriegsskulptur mit neuen Arbeiten, Skulpturen und Papierreliefs, Kunstraum Bernusstrasse, Frankfurt a. M.
- 2017: Emil Cimiotti. Zum 90, Sprengel Museum, Hannover
- 2017/18: Emil Cimiotti. Denn was innen, das ist außen – Retrospektive, Georg Kolbe Museum, Berlin
- 2018: Retrospektive. Edwin Scharff Museum, Neu-Ulm[15]

## Ehrungen und Auszeichnungen
- 1953 Preisträger beim „Kunstpreis der Jugend“ des Landes Baden-Württemberg
- 1955 Preisträger beim „Kunstpreis der Jugend“ des Landes Baden-Württemberg
- 1956 Preisträger beim „Kunstpreis der Jugend“ des Landes Baden-Württemberg
- 1957 Kunstpreis junger westen für Bildhauerei
- 1959 Kunstpreis junger westen für Handzeichnung
- 1959 Preis des Vorstandes der Freunde junger Kunst Baden-Baden
- 1959 Stipendium der Villa Massimo in Rom
- 1984 Niedersachsenpreis für Kultur
- 1992 Niedersächsischer Verdienstorden 1. Klasse
- 1994 Wahl zum Mitglied der Akademie der Künste in Berlin
- 1994 Preisträger des Kunstpreises der SPD-Fraktion im Niedersächsischen Landtag
- 2006 Ernst-Rietschel-Kunstpreis
- 2018 Wahl zum Ehrenmitglied der Bayerischen Akademie der Schönen Künste, München